# Microrhopala floridana
Microrhopala floridana är en skalbaggsart som beskrevs av Schwarz 1878. Microrhopala floridana ingår i släktet Microrhopala och familjen bladbaggar. Inga underarter finns listade i Catalogue of Life.